# キンラン
キンラン（金蘭、Cephalanthera falcata）はラン科キンラン属の多年草で、地生ランの一種。和名は黄色（黄金色）の花をつけることに由来する。

## 特徴
山や丘陵の林の中に生える地上性のランで、高さ30-70cmの茎の先端に4月から6月にかけて直径1cm程度の明るく鮮やかな黄色の花を総状につける。花は全開せず、半開き状態のままである。花弁は5枚で3裂する唇弁には赤褐色の隆起がある。葉は狭楕円形状で長さ10cm前後、縦方向にしわが多い。柄は無く茎を抱き、7、8枚が互生する。

### 人工栽培に関して
キンランの人工栽培はきわめて難しいことが知られているが、その理由の一つにキンランの菌根への依存性の高さが挙げられる。
園芸植物として供させるラン科植物の、菌根菌（ラン科に限ってはラン菌という言葉も習慣的に用いられる）はいわゆるリゾクトニアと総称される、落ち葉や倒木などを栄養源にして独立生活している腐生菌である例が多い。
ところがキンランが養分を依存している菌は腐生菌ではなく、樹木の根に外菌根を形成するイボタケ科、ベニタケ科（担子菌門）などの菌種である。外菌根菌の多くは腐生能力を欠き、炭素源を共生相手の樹木から得、一方で樹木へは土中のミネラル等を供給し共生している。キンランはその共生系に入り込み、養分を収奪し生育している。
ラン科植物は多かれ少なかれ菌類から炭素源（糖分など）や窒素源（アミノ酸など）を含め、さまざまな栄養分を菌根菌に依存している。菌への依存度はランの種類によって異なり、成株になれば菌に頼らなくても生きていける種類（独立栄養性種＝栽培できる有葉ラン）から、生涯を通じてほとんどすべての栄養分を菌に依存する種類（菌従属栄養性種＝一般に‘腐生ラン’と総称される）までさまざまな段階がある。本種の菌依存度は独立栄養植物と菌従属栄養植物の中間（混合栄養性植物）で、坂本らの調査によれば本種は炭素源の34～43％、窒素源の約49％を菌から供給されており、同属のギンランでは炭素源の48～59％、窒素源の90％以上と、さらに高い依存度を示している。
このような性質から、キンラン属は菌類との共生関係が乱された場合、ただちに枯死することは無いが長期的に生育することは困難になる。そのため、自生地からキンランのみを掘って移植しても５年程度で枯死してしまう。外生菌根菌と菌根共生するラン科植物は多くあり、キンランと同様に里山に生育するオオバノトンボソウ（ノヤマトンボソウ）も同様の性質を持つ。
理論上は菌根性樹木・菌根菌・キンランの三者共生系を構築すれば栽培が可能である。実際Yagame and Yamato（2013)
は、キンランからイボタケ科の菌根菌を分離培養後、外生菌根性の樹種であるコナラの根に分離株を接種し菌根を形成させ、そこへ無菌培養条件下で種子発芽から苗まで育てたキンランを寄せ植えし、30ヶ月育成させることに成功している。この実験では、植え付けたキンランの多くの苗が地上部を形成せず、根のみを伸長させ生育する様子が観察されている。この現象から、キンランが高い菌従属栄養性を有することがわかる。しかし、このキンラン・菌根菌(イボタケ科）・樹木（コナラ）の3者共生系の構築は①菌根菌の分離・培養、②菌根菌の樹木への接種、③安定した共生系の維持（ほかの菌根菌のコンタミネーションの防止）といった技術上解決しなければならない問題点が多く、一般家庭で行うことは困難である。自然環境中に外菌根菌は6000種程度存在し、キンランが生育する環境下にも多様な外生菌根菌が共存していると考えられる。その中でキンランに養分を供給する菌種は限られているため、単純にキンランと樹木を寄せ植えにしても、その樹木にキンランと共生関係を成立させうる外菌根菌が共生していなければ、キンランを生育させることはできない。

## 分布
北海道を除く日本各地、中国、朝鮮半島に分布する。

## 保全状況
元々、日本ではありふれた和ランの一種であったが、1990年代ころから急激に数を減らし、1997年に絶滅危惧II類 (VU)（環境省レッドリスト）として掲載された。また、各地の都府県のレッドデータブックでも指定されている。
同属の白花のギンラン（学名:C. erecta）も同じような場所で同時期に開花するが、近年は雑木林の放置による遷移の進行や開発、野生ランブームにかかわる乱獲などによってどちらも減少しているため、並んで咲いているのを見る機会も減りつつある。